# Amnja
La Amnja (in russo Амня?) è un fiume della Russia siberiana occidentale, affluente di sinistra del Kazym (bacino idrografico dell'Ob'). Scorre nel Belojarskij rajon del Circondario Autonomo degli Chanty-Mansi-Jugra.
Il fiume ha origine nella regione degli Uvali siberiani Scorre attraverso la parte settentrionale del Bassopiano della Siberia occidentale prevalentemente in direzione settentrionale, poi nord-occidentale. Sfocia nel Kazym a 138 km dalla foce. La lunghezza del fiume è di 374 km, il bacino imbrifero è di 7 210 km². Il fiume gela dall'inizio di novembre, sino alla seconda metà di maggio. Il maggior affluente, proveniente dalla sinistra idrografica, è la Bobrovka (139 km). Lungo il suo basso corso, a pochi chilometri dalla foce, si trova il villaggio di Kazym.